# 모함메드 알오와이스
모함메드 할릴 이브라힘 알오와이스(아랍어: محمد خليل إبراهيم العويس, Mohammed Khalil Ibrahim Al-Owais, 1991년 10월 10일 ~ )는 사우디아라비아의 축구 선수이다. 포지션은 골키퍼이며, 현재 사우디 프로리그의 알힐랄에서 활동하고 있다.

## 클럽 경력
알샤바브 유스 출신이며 2012년에 알샤바브에 입단하면서 사우디 프로리그 무대에 데뷔했다. 2017년에는 알아흘리로 이적했다.

## 국가대표 경력
2015년 9월에 동티모르와의 2018년 FIFA 월드컵 아시아 지역 예선 경기를 앞둔 사우디아라비아 축구 국가대표팀 명단에 처음으로 이름을 올렸지만 경기에 출전하지는 않았다. 2016년 11월 15일에 열린 일본과의 2018년 FIFA 월드컵 아시아 지역 예선 경기에 처음 출전하면서 사우디아라비아 축구 국가대표팀 선수로 데뷔했다.
러시아에서 개최된 2018년 FIFA 월드컵, 아랍에미리트에서 개최된 2019년 AFC 아시안컵에 참가한 사우디아라비아 축구 국가대표팀 선수 명단에 이름을 올렸다.

## 수상
알샤바브
- 사우디 챔피언스컵 1회 우승 (2014)
- 사우디 슈퍼컵 1회 우승 (2014)